# BYB Extreme Fighting Series
L'BYB Extreme Fighting Series (BYB) est une promotion professionnelle américaine de boxe à mains nues basée à Miami, en Floride, aux États-Unis. Il a été fondé en 2015 par le combattant Dhafir Harris. Les combats BYB se déroulent dans un ring ou cage "Trigon", qui est la plus petite surface de combat dans les sports de combat,,,.